# Iron Gate
Iron Gate är en kommun (town) i Alleghany County i Virginia. Vid 2010 års folkräkning hade Iron Gate 388 invånare.